# 恩久·洛桑群培
恩久·洛桑群培（藏語：དངུལ་ཆུ་བློ་བཟང་ཆོས་འཕེལ།，威利转写：dngul chu blo bzang chos 'phel，1900年—1974年），男，藏族，西藏谢通门人，原班禅额尔德尼·却吉坚赞的经师，第三世恩久活佛。

## 生平
恩久·洛桑群培是今日喀则市谢通门县人。早年在扎什伦布寺学经，后出任扎什伦布寺阿巴扎仓堪布。1955年成为班禅额尔德尼·却吉坚赞的经师。曾任中国佛教协会常务理事、西藏自治区筹备委员会常务委员、西藏自治区政协第一届委员会常务委员、中国佛教协会西藏分会副会长等职。1964年，詹东·计晋美、恩久·洛桑群培、顿吉·索朗多吉受到了错误处理。1965年，恩久·洛桑群培被中华人民共和国政府关进监狱。
1974年，恩久·洛桑群培因病在狱中圆寂，享年74岁。
1980年，詹东·计晋美、恩久·洛桑群培、顿吉·索朗多吉被平反，并补开追悼会。